# Apenthecia argentata
Apenthecia argentata är en tvåvingeart som beskrevs av Tsacas 1983. Apenthecia argentata ingår i släktet Apenthecia och familjen daggflugor. Inga underarter finns listade i Catalogue of Life.